# Catherine Spaak
Catherine Spaak (Boulogne-Billancourt, 3 de abril de 1945 – Roma, 17 de abril de 2022) foi uma atriz e cantora francesa de origem belga e naturalizada italiana.

## Vida
Filha do escritor Charles Spaak e sobrinha do ex-premiê da Bélgica Paul-Henri Spaak, Catherine nasceu em Boulogne-Billancourt, departamento de Hauts-de-Seine na França.
Passou a maior parte de sua carreira na Itália, onde se tornou uma estrela adolescente. Dos 15 aos 18 anos Catherine Spaak foi protagonista em pelo menos doze filmes e, como cantora, e chegou a ser considerada pelo público o equivalente italiano da cantora Françoise Hardy, de quem Catherine gravou algumas canções em 1963.
Foi considerada uma das mulheres mais bonitas de sua época, tendo sido capa da revista Life.
Entre seus principais trabalhos no cinema estão Il sorpasso (1962), La calda vita (1963), L'armata Brancaleone (1966) e La matriarca (1969).
Como cantora a canção "L'Esercito del Surf", gravada em 1964,[carece de fontes?] é um de seus principais sucessos. Composta por Mogol e Pataccini, a música foi regravada pela cantora brasileira Wanderléa sob o título de "Exército do Surf", em versão assinada por Neusa de Souza.
Spaak morreu em 17 de abril de 2022, aos 77 anos de idade, em Roma.